# Jak-152
Jak-152 (ros. Як-152) – rosyjski samolot szkolno-treningowy przeznaczony do podstawowego szkolenia przyszłych pilotów wojskowych.

## Historia
Projekt samolotu powstał na bazie akrobacyjnej maszyny Jak-54. Od 2014 roku maszyna projektowana jest pod kryptonimem Pticzka-WWS zgodnie z wymaganiami Sił Powietrznych Federacji Rosyjskiej aczkolwiek wstępne prace nad nowym szkolnym samolotem, których efektem jest Jak-152 rozpoczęły się już w 2001 roku. W tym samym roku w czerwcu, Siły Powietrzne Federacji Rosyjskiej ogłosiły konkurs na projekt nowego samolotu szkolenia początkowego i podstawowego. Do konkursy przystąpił Suchoj ze swoim Su-49 i Jakowlew z Jak-152. Konkurs rostrzygnięto w listopadzie 2001 roku, zwycięzcą ogłaszając Su-49. Do realizacji dalszych kroków jednak nie doszło.
W czerwcu 2005 roku Jakowlew dostał zlecenie z Chin na zaprojektowanie szkolnego samolotu, który otrzymał oznaczenie Hongdu Jakowlew CJ-7 (L-7). Rosyjscy inżynierowie oparli swój projekt o konstrukcje Jak-152. Ukończona maszyna została oblatana w 2014 roku.
W 2007 roku, rosyjskie Ministerstwo Obrony ponownie rozpisało konkurs na nowy samolot szkolenia początkowego. Do rywalizacji przystąpiło biuro konstrukcyjne Miasiszczewa z samolotem M-107 i ponownie Jak-152. Ponownie nie doszło do rostrzygnięcia. 
W ramach prac prowadzonych w ramach projektu Pticzka-WWS, komisja Ministerstwa Obrony we wrześniu 2014 roku zatwierdziła projekt i makietę Jak-152. W czerwcu 2015 roku, sekcja lotnicza DOSAAF zapowiedziała zamiar zakupu 105 samolotów Jak-152 do końca 2020 roku. We wrześniu 2015 roku, podobną deklaracje złożyło Ministerstwo Obrony ogłaszając zamiar zakupu 150 maszyn. Wstępne plany zakładały rozpoczęcie produkcji i seryjnych dostaw w listopadzie 2016 roku.
Gotowy pierwszy prototyp wzniósł się do swojego dziewiczego lotu 29 września 2016 roku. Za sterami maszyny siedział pilot doświadczalny Wasilij Siewastianow. Seryjny Jak-152 ma potencjalnie zastąpić używane do dziś samoloty Jak-52. Do 2024 roku wybudowano pięć samolotów, trzy do prób w locie, jeden do prób statycznych i jeden do prób resursowych. Brak jest informacji o realizacji dostaw i zamówieniach.

## Konstrukcja
Samolot jest wolnonośnym dolnopłatem z dwuosobową załogą siedzącą w układzie tandem. Kabina załogi wyposażona w fotele wyrzucane. Z braku rodzimej konstrukcji, do napędu samolotu użyto niemieckiego silnika wysokoprężnego RED Aircraft A03-102 V-12. Montaż jednostek został zorganizowany w zakładach znajdujących się pod Moskwą. Początkowo planowano uruchomienie produkcji z części i podzespołów dosatrczanych z Niemiec aby przejść do produkcji na miejscu, w Rosji. Tym czasem po aneksji Krymu przez Rosje, wprowadzono sankcje ekonomiczne, które między innymi obejmowały zakaz eksportu silników do Rosji. Podwozie chowane z przednim podparciem.